# Протас, Алексей Владимирович
Алексе́й Влади́мирович Про́тас (бел. Аляксей Уладзіміравіч Протас; род. 9 января 2001, Витебск) — белорусский хоккеист, центральный нападающий клуба НХЛ «Вашингтон Кэпиталз».

## Биография
Родился в Витебске 6 января 2001 года. Воспитанник витебской школы хоккея. В школе, по собственным словам, учился хорошо, «иногда даже приходилось жертвовать свободным временем».
Младший брат — Илья (род. 2006), также хоккеист, задрафтован клубом «Вашингтон Кэпиталз» в 2024 году.

### Юниорские и молодёжные сборные Беларуси
Довольно рано[уточнить] попал в центр подготовки национальных команд Беларуси. Выступал за Беларусь U17 в высшей лиге чемпионата Беларуси (два сезона, 56 матчей, 10+14).
Также дважды принял участие в молодёжных чемпионатах мира в первом дивизионе (2019, 2020) в составе сборной Беларуси. В Фюссене в пяти матчах набрал 5 (2+3) баллов, а в Минске в пяти матчах — 7 (4+3).
В 2020 году, считаясь фаворитами турнира, белорусской молодёжке на домашнем чемпионате в Минске, под руководством Дмитрия Дудика, не удалось выйти в элиту молодёжного хоккея. Сборная Беларуси набрала 11 очков и заняла 3-е место, пропустив на вторую строчку сборную Латвии. Занявшая 1-е место Австрия потерпела только одно поражение, от сборной Беларуси в матче первого игрового дня турнира со счётом 3:4, ведя по ходу матча 1:3. В составе сборной Беларуси отметились Виталий Пинчук, Илья Усов, Андрей Павленко, а победную шайбу забросил Алексей Протас. На турнире в Минске Протас был альтернативным капитаном, став лучшим бомбардиром сборной на турнире, опередив Евгения Оксентюка 7(1+6) по голам и 4-м бомбардиром на турнире в целом.
На чемпионате мира среди юниоров 2018 года в пяти матчах забил шайбу и сделал три результативные передачи. После турнира был приглашён в клуб «Принс-Альберт Рейдерз», выступающий в WHL.

### «Принс-Альберт Рейдерз»
В первом сезоне в Канаде сыграл в регулярном первенстве 61 матч и набрал 40 (11+29) очков, а в плей-офф в 23 матчах забросил 12 шайб и отдал 10 результативных передач.
На второй год стал ассистентом капитана «Принс-Альберта». В незавершенном из-за пандемии чемпионате провёл 58 матчей, в которых забросил 31 шайбу и отдал 49 результативных передач.

### «Динамо» Минск
7 августа 2020 стало известно, что «Вашингтон Кэпиталз» отдаст Протаса в аренду минскому «Динамо».
Дебютировал в КХЛ 5 сентября 2020 года в домашнем матче против хоккейного клуба «Барыс». 11 ноября 2020 года в матче с «Сибирью» минское «Динамо» одержало самую крупную победу в сезоне (6:0) и одну из самых крупных в истории клуба в КХЛ. 19-летний форвард Протас, забив пятый гол с начала чемпионата, побил рекорд Егора Шаранговича по голам в одном сезоне для игроков минского «Динамо» в возрасте до 20 лет. Завершил регулярный сезон с 18 (10+8) очками и с показателем полезности «0». В плей-офф, где минское «Динамо» играло против СКА, Протас в 5 матчах набрал 4 (1+3) очка с таким же показателем полезности «0». Серия закончилась в пяти матчах с общим счётом 4-1 в пользу СКА.

### «Вашингтон Кэпиталз»
В 2019 году Протас был выбран «Вашингтоном» в 3-м раунде драфта под общим 91-м номером. Летом 2019 он принял участие в тренировочном лагере «Вашингтона» и сыграл в двух выставочных матчах.
Первый матч в НХЛ провёл 2 ноября 2021 года против клуба «Тампа-Бэй Лайтнинг». 28 ноября 2021 года в матче против «Каролины» забросил первую шайбу в НХЛ.
В регулярном сезоне-2024/25 Протас в 76 матчах набрал 66 (30+36) баллов по системе «гол+пас», побив не только собственный рекорд результативности, но и став лучшим по очкам за отдельно взятый сезон НХЛ среди всех белорусских хоккеистов. Заключительные 6 игр регулярного сезона нападающий пропустил из-за травмы нижней части тела.
В регулярном сезоне-2024/25 Протас одно время лидировал по показателю полезности, а завершил его с результатом «+40». Белоруса обошли двое: Райан Макдона из «Тампы» (+43) и Брэйден Макнэбб из «Вегаса» (+42). 
6 мая 2025 года забросил свою первую шайбу в плей-офф Кубка Стэнли. Протас отличился голом за «Вашингтон» в ворота «Каролины» в первом матче 2-го раунда плей-офф, нападающий открыл счет на 4-й минуте первого периода. Его шайба оказалась единственной у хозяев, которые уступили в овертайме со счетом 1:2. Протас стал пятым белорусским хоккеистом, отличившимся в плей-офф НХЛ. До него успеха добивались Андрей Костицын, Сергей Костицын, Руслан Салей и Владимир Цыплаков. 
В плей-офф сезона-2024/25 вместе с «Вашингтоном» закончил борьбу за Кубок Стэнли, уступив «Каролине» во втором раунде (1-4). В плей-офф Протас набрал 2 (1+1) очка. С учетом регулярного сезона белорус заработал 68 (31+37) баллов в 82 играх. 

## Статистика
| Легенда | Легенда                    | Легенда | Легенда                   | Легенда | Легенда    |
| ------- | -------------------------- | ------- | ------------------------- | ------- | ---------- |
| И       | Количество проведённых игр | Штр     | Штрафное время            | +/−     | Плюс-минус |
| Г       | Голы                       | П       | Голевые передачи          | О       | Очки       |
| -       | Статистика неизвестна      | —       | Статистика не учитывалась |         |            |

### Награды
| Год        | Команда               | Достижение                 |
| WHL        | WHL                   | WHL                        |
| ---------- | --------------------- | -------------------------- |
| 2019       | Принс-Альберт Рейдерз | Кубок Эда Чиновета         |
| 2020       | Принс-Альберт Рейдерз | First All-Star Team (East) |
| Экстралига |                       |                            |
| 2021       | Динамо Минск          | 2021 Кубок Салея           |
| AHL        |                       |                            |
| 2023       | Херши Бэрс            | Кубок Колдера              |